# Шаттенгальб
Шаттенгальб (нім. Schattenhalb) — громада  в Швейцарії в кантоні Берн, адміністративний округ Інтерлакен-Обергаслі.

## Географія
Громада розташована на відстані близько 65 км на південний схід від Берна.
Шаттенгальб має площу 31,5 км², з яких на 2,2% дозволяється будівництво (житлове та будівництво доріг), 26,7% використовуються в сільськогосподарських цілях, 39,3% зайнято лісами, 31,8% не є продуктивними (річки, льодовики або гори).

## Демографія
2019 року в громаді мешкало 550 осіб (-7,1% порівняно з 2010 роком), іноземців було 12,2%. Густота населення становила 17 осіб/км².
За віковим діапазоном населення розподілялося таким чином: 17,5% — особи молодші 20 років, 58,4% — особи у віці 20—64 років, 24,2% — особи у віці 65 років та старші. Було 259 помешкань (у середньому 2,1 особи в помешканні).
Із загальної кількості 613 працюючих 37 було зайнятих в первинному секторі, 81 — в обробній промисловості, 495 — в галузі послуг.